# Crocifisso Niccolini
Il Crocifisso Niccolini di Camugliano, descritto anche come Crocifisso con cimitero ebraico, è un dipinto a olio su tavola (80x48,9 cm) di Giovanni Bellini, di datazione non condivisa (1480-1482 oppure 1502), attualmente esposto nella Galleria di Palazzo degli Alberti a Prato, di proprietà di Intesa Sanpaolo.

## Storia
Ritenuto precedentemente opera di Marco Basaiti, fu rivendicato a Bellini per la prima volta nel 1937 da Carlo Gamba.
Si è supposto che fosse già nel 1610 nella ricca collezione dei Niccolini a Firenze, rinomata fin dal XVII secolo, ma non ne esistono prove documentarie e nemmeno del suo successivo acquisto. Gli eredi lo vendettero alla Cassa di Risparmio di Prato nel 1981 e fu esposto nella Galleria di Palazzo degli Alberti. Dopo la fusione con la Banca Popolare di Vicenza, la tavola venne trasferita in quella città nel 2010, ma, dopo la liquidazione coatta dell'istituto vicentino e la cessione degli assets residui a Intesa San Paolo, tornò nella galleria pratese riaperta nel marzo 2022.
Generalmente è respinta per incompatibilità stilistiche e cronologiche l'ipotesi di una relazione con le tavole dei Due ladroni crocifissi dell'Alana Collection, che alcuni avevano suggerito esserne le ante.
Dopo la pubblicazione di Gamba venne generalmente accettata l'attribuzione a Bellini, ad esclusione di Dussler (1949) e più tardi di Huse (1978). Pallucchini, che lo espose nella grande mostra bellniana del 1949, nel catalogo si associava allo studioso fiorentino nella datazione ai primi del cinquecento poi nella sua nuova monografia su Bellini del 1959 la precisò al 1502. Il riferimento alla nuova datazione era l'interpretazione di un numero su una delle lapidi, comunicatagli oralmente dal rabbino Elio Toaff. Ma queste iscrizioni risultano abrase e dipinte in modo da rappresentare l'effetto della consunzione delle scalpellature e quindi di incerta lettura. Infatti la docente di ebraistica Ida Zatelli riconosceva invece anche altre date (1441-42 e 1462-63), mettendo così in dubbio il riferimento ad un'attualità; Giuliano Tamani, un altro ebraista, confermava che in alcune lapidi si potessero leggere le date 1501 e 1503, mentre su quella più grande si poteva leggere 1502. Tuttavia proprio questa lapide appare dipinta in un secondo momento sopra i fili d'erba già esistenti, forse dallo stesso Bellini, facendo cadere il vincolo di contemporaneità con l'esecuzione originaria. L'archeologo Avraham Ronen aveva però negato, in una conferenza tenuta a Firenze nel 1989 (pubblicata nel 1992), che si potessero leggere le date 1502 e 1503.  Anche l'ipotesi di porre come data post quem il 1492, anno della scoperta del Titulus Crucis, non risulta valida, perché, se può essere vero che tale scoperta abbia sollecitato il Signorelli a trascrivere la dicitura trilingue integralmente nel suo crocifisso di Urbino, lo stesso avevano già fatto molto prima Giotto nel Crocifisso di Santa Maria Novella e l'Angelico nella corale Crocifissione della sala capitolare di San Marco; la formulazione era infatti già nota attraverso il vangelo di Giovanni.
Lucco (1990) e Tempestini (1992), preceduti da Heinemann nel 1962, in base alle considerazioni stilistiche che vi vedevano una leggera influenza di Antonello, oltre a varie reminiscenze fiamminghe, lo avevano avvicinato al San Francesco della Frick Collection e alla Trasfigurazione di Capodimonte, collocandolo cioè agli inizi del nono decennio del Quattrocento piuttosto che, come sostengono molti, accanto alla Pietà Donà dalle Rose o alla Madonna del prato – accostabili solo per gli elementi iconografici e non per lo stile – il Battesimo di Cristo- affatto differente per impostazione e fusione con il paesaggio. Villa (2008) ha poi precisato come il disegno sottostante, definito da contorni e accurate ombreggiature, sia riferibile al Bellini dei primi anni ottanta del Quattrocento e sia distante da quello più semplificato usato dal pittore nel nuovo secolo.
Il dipinto è stato restaurato nel 1981 e nel 2007.

## Descrizione e stile
L'assenza degli altri personaggi usuali ai piedi della croce e la collocazione in un cimitero ebraico, un unicum nella pittura rinascimentale, rivelano la mancanza di qualsiasi intento narrativo, quanto piuttosto la sua destinazione alla meditazione. Se la scrittura greca è almeno parzialmente ricorrente, quella ebraica, riportata nel titulus e nelle lapidi, e l'impostazione generale fanno supporre le richieste e i suggerimenti di un committente colto e piuttosto indipendente dai rigurgiti antiebraici di quel periodo. 
La croce è estesa in altezza fino ai bordi della tavola, che la presenza di margini non dipinti per l'alloggiamento nell'originaria cornice rivela non esser stata rifilata, e forza la presenza della figura del crocifisso verso il primo piano, a contrasto con la fantasia poetica del placido paesaggio.
Considerando la datazione più precoce, qui Giovanni appare aver superato il debito mantegnesco: la figura di Cristo risulta più fluida rispetto alla Crocifissione del Correr o al Crocifisso Corsini, una evoluzione indipendente o forse già influenzata da Antonello. 
La sofferenza del corpo di Gesù viene rappresentata serenamente, evita contorsioni ed effetti più tragici, limitandosi ai rivoli di sangue che scendono dalle mani e dai piedi di Cristo sul ruvido legno, in una sorte di pudore artistico. Uno stile di rappresentazione che distingue Giovanni da altri pittori rinascimentali, come precocemente aveva sottolineato il Ridolfi a proposito delle sue figure di santi.

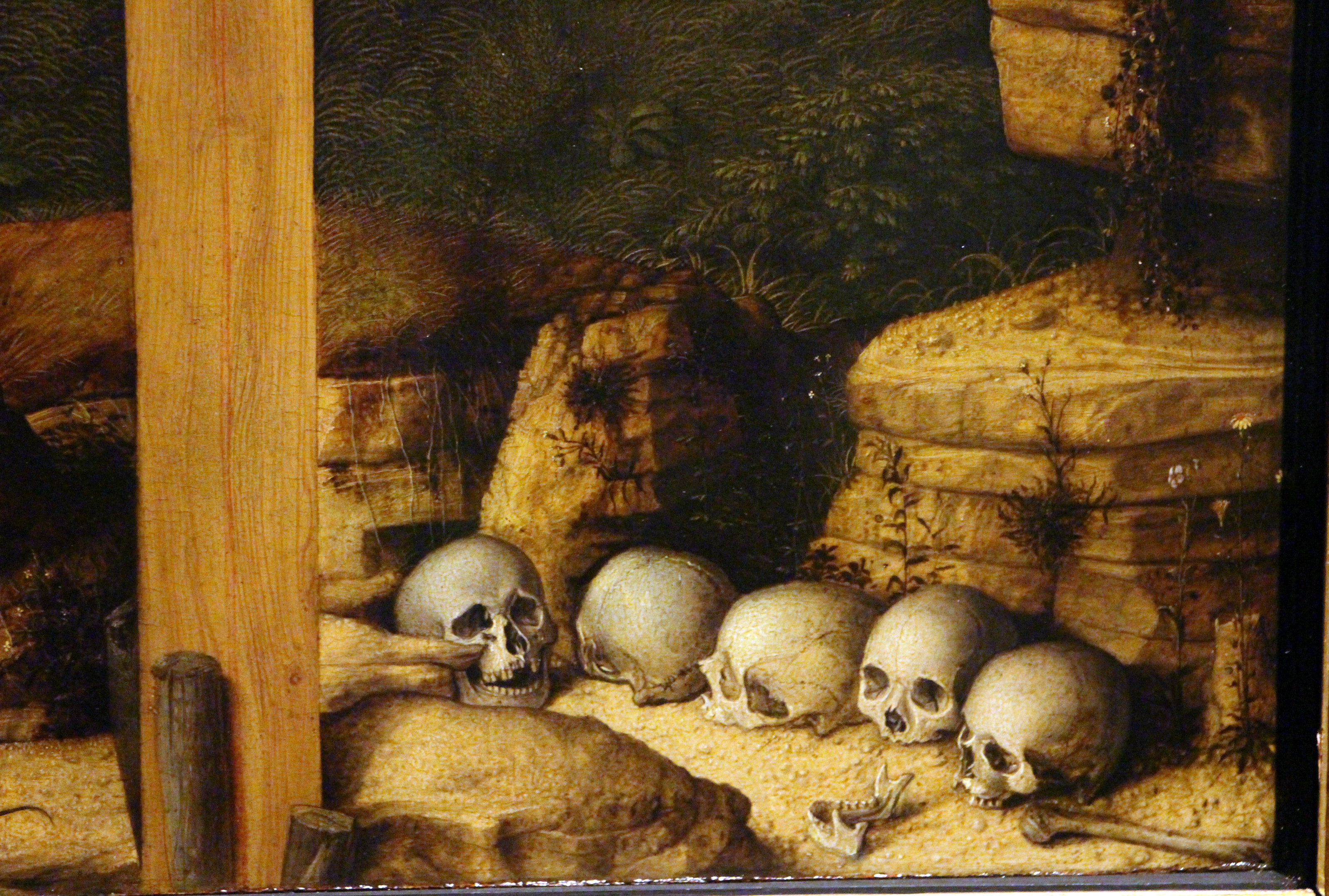
Crocifisso Niccolini, dettaglio

Nella luce proveniente da sinistra, il paesaggio, digradante in più piani, non assume una funzione accessoria, ma diventa qui, come in altri dipinti del Giambellino, una «poesia devozionale» atta a sollecitare la meditazione.
Il teschio ai piedi della croce, che tradizionalmente si riferisce al Golgota come luogo di sepoltura di Adamo, è stato moltiplicato per cinque nello scabro avvallamento dove è piantata la croce, in una sorta di memento mori moderato dalla presenza di una vivace lucertola; altri due crani sono rotolati tra le lapidi nel prato. Ne risulta un raffinato riferimento al Commento su Matteo di Girolamo, che ricordava questo monte come il luogo dove venivano decapitati i criminali e vi si abbandonavano le teste recise.

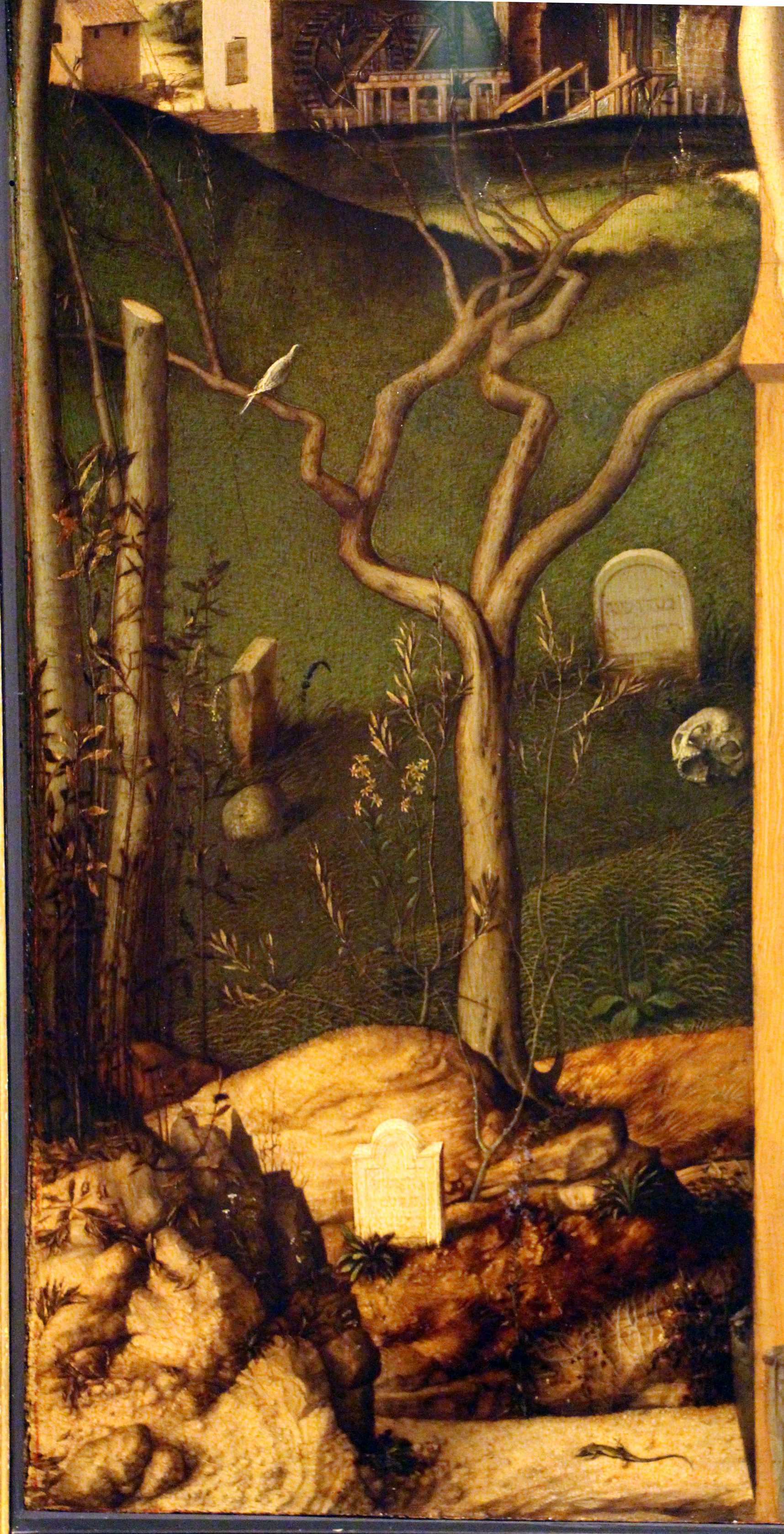
Crocifisso Niccolini, dettaglio

Subito dietro si sviluppa un cimitero ebraico, che riecheggia quello del Lido di Venezia risalente alla fine del Trecento, a rammentare la prossima sepoltura della vittima, ma anche che il Nuovo Testamento è la prosecuzione dell'Antico. È situato in un verdeggiante prato costellato di fiori che ne sottolineano il periodo primaverile, cioè intorno alla Pasqua. La descrizione di questo erbario è accurata come in un dipinto fiammingo e rende riconoscibili almeno trenta specie, alcune tradizionalmente riferibili al sacrificio divino. L'erba risulta piegata dalle prime raffiche del vento dell'incipiente tempesta che seguirà la morte del Cristo, annunciata anche dalle nuvole che stanno gonfiando nel cielo.
Oltre al rigoglioso alloro, sulla sinistra crescono due altri alberelli spogli; su quello più a sinistra, che getta ciuffi di nuove foglie, è appollaiata una bianca colomba. Oltre al chiaro riferimento a morte e resurrezione, il fatto che sia riconoscibile in un salice, tradizionalmente associato agli ebrei, e la presenza del pacificante uccello possono suggerire il pensiero che la salvezza sia destinata a tutti, anche agli israeliti.

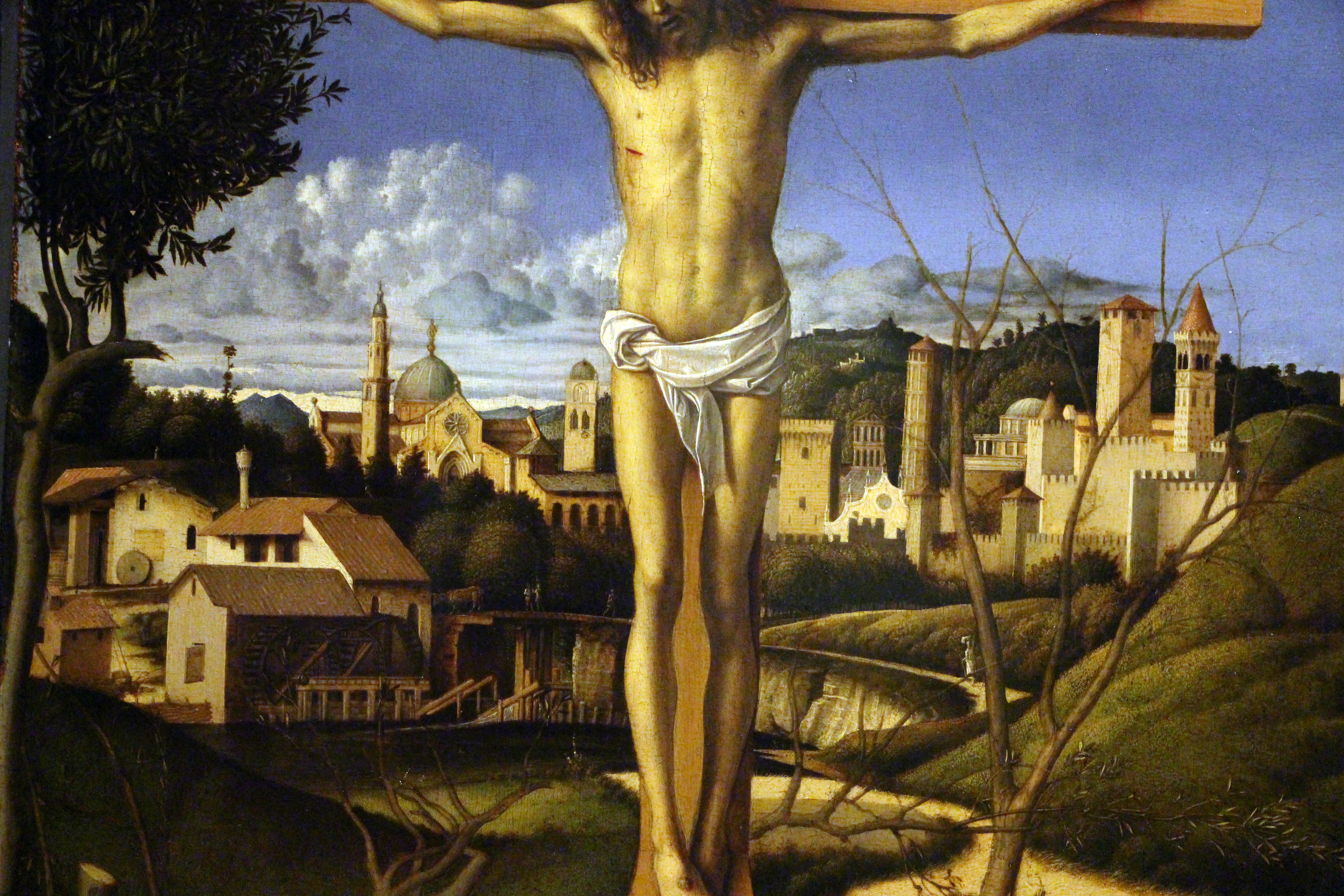
Crocifisso Niccolini, dettaglio

Dal sentiero tracciato dal calpestio sul prato parte una strada sinuosa che prosegue verso il fondo, attraversando un torrente dall'acqua appena accennata, ma evidenziato dal ponte e dalle ruote del mulino. Lungo la strada si muovono alcuni viandanti e una mucca si accosta alla prima costruzione. 
Il percorso porta ad una città ideale. Un luogo non definito, in cui gli edifici sono citati più che precisamente descritti: infatti altrimenti distoglierebbero dal processo meditativo. Sono stati riconosciuti, comunque, monumenti di città diverse: il duomo di Ancona, la cattedrale e la torre di piazza vicentine, il campanile di Santa Fosca di Venezia e un campanile ravennate.
La città può essere letta come una Gerusalemme celeste oppure come la civitas terrena: quale che sia l'interpretazione corretta, quello che resta sicuro è la meditazione sulla via da percorrere in un pellegrinaggio che faccia abbandonare le cure materiali (rappresentate qui dal mulino) alla ricerca della propria redenzione.